# Советник имперского кабинета
Советник имперского кабинета (нем. Reichskabinettsrat) — должность начальника отдела рейхсканцелярии в период национал-социализма в Германии.

## Предыстория
В результате сосредоточения всей полноты власти в руках Гитлера изменились функции рейхсканцелярии. Ранее выполнявшая лишь информационные и координационные задачи, она превратилась в инструмент контроля. Чтобы сохранить своё влияние на мюнхенский аппарат заместителя фюрера (с 1941 года партийная канцелярия), а также на государственных и рейхскомиссаров, в конце 1937 года глава рейхсканцелярии Ганс Генрих Ламмерс провёл структурную реорганизацию. Он сам стал рейхсминистром, при этом сохранив ранг статс-секретаря. Секторы были уплотнены и подчинены трём отделам рейхсканцелярии, каждый из которых возглавил советник имперского кабинета. 
Кабинет Гитлера заседал в общей сложности менее 100 раз, то есть в среднем лишь восемь раз в год. В первые полтора года у власти Гитлер собирал своих министров 79 раз. В 1936 году состоялось четыре, в 1937 году – шесть, а в 1938 году – одно заседание кабинета министров, ставшее последним.
По мере того как политический вес кабинета министров как органа координации различных интересов быстро снижался из-за отсутствия регулярных заседаний, а затем и вовсе сошёл на нет, возросло значение рейхсканцелярии. Таким образом, советники имперского кабинета в ранге министериальдиректоров были практически единственным связующим звеном между имперским кабинетом и фюрером.

## Советники имперского кабинета
- Герман фон Штуттерхайм
- Лео Килли
- Франц Виллун
- Ханс Фикер